# إليزابيث نوربيرج شولز
إليزابيث نوربيرج شولز ولدت في27 يناير 1959وهي سوبرانو أوبرالية نرويجية إيطالية.

## روابط خارجية
- السيرة الذاتية: إليزابيث نوربيرج شولز (سوبرانو) على bach-cantatas.com